# Inna Frolowa
Inna Wassiljewna Frolowa (ukrainisch Інна Василівна Фролова; * 3. Juni 1965 in Dnipropetrowsk, Ukrainische SSR) ist eine ehemalige ukrainische Ruderin, die bis 1991 für die Sowjetunion antrat.

## Sportliche Karriere
Inna Frolowa belegte bei den Weltmeisterschaften 1987 zusammen mit Natalia Kwasja den vierten Platz im Doppelzweier. Für die Saison 1988 rückte sie in den Doppelvierer zu Iryna Kalimbet, Switlana Masij und Antonina Dumtschewa, die im Vorjahr WM-Bronze gewonnen hatten. Bei den Olympischen Spielen in Seoul 1988 gewann der Doppelvierer aus der DDR vor dem sowjetischen Boot.
1989 kehrte Inna Frolowa in den Doppelzweier zurück und belegte bei den Weltmeisterschaften 1989 zusammen mit Anna Motretschenko den fünften Platz. Bei den Weltmeisterschaften 1990 gewann Frolowa zusammen mit Tetjana Ustjuschanina Silber hinter dem Doppelzweier aus der DDR. Nach einer Wettkampfpause 1991 trat Inna Frolowa bei den Olympischen Spielen in Barcelona 1992 zusammen mit Sarija Sakirowa für das Vereinte Team der Gemeinschaft unabhängiger Staaten an, die beiden belegten den sechsten Platz.
Inna Frolowa kehrte erst 1995 auf die Regattastrecken zurück, nun im ukrainischen Trikot. Nach einem zehnten Platz bei den Weltmeisterschaften 1995 erreichte der ukrainische Doppelvierer bei den Olympischen Spielen 1996 in Atlanta nach einem vierten Platz im Vorlauf und einem Sieg im Hoffnungslauf das A-Finale, drei Sekunden hinter dem deutschen Boot kam es um die Silbermedaille zu einer Zielfotoentscheidung, nach der die Ukrainerinnen zwei Hundertstelsekunden vor den Kanadierinnen die Ziellinie erreicht hatten. Für Inna Frolowa und Switlana Masij war es acht Jahre nach Seoul die zweite olympische Silbermedaille, für Dina Miftachutdynowa und Olena Ronschyna war es die erste Olympiamedaille. Bei den Weltmeisterschaften 1997 auf dem Lac d’Aiguebelette gewannen die gleichen vier Ruderinnen die Bronzemedaille hinter den Deutschen und den Däninnen. 
Die 1,82 m große Inna Frolowa ruderte für Spartak Dnipropetrowsk.